# El Cirián Grande
El Cirián Grande är en ort i Mexiko.   Den ligger i kommunen Tiquicheo de Nicolás Romero och delstaten Michoacán de Ocampo, i den södra delen av landet, 200 km väster om huvudstaden Mexico City. El Cirián Grande ligger 1 042 meter över havet och antalet invånare är 126.
Terrängen runt El Cirián Grande är kuperad. Runt El Cirián Grande är det glesbefolkat, med 10 invånare per kvadratkilometer. Närmaste större samhälle är Carácuaro, 17,9 km sydväst om El Cirián Grande. I omgivningarna runt El Cirián Grande växer huvudsakligen savannskog.